# Joanna Hofman
Joanna Hofman z domu Tymrakiewicz (ur. 12 sierpnia 1967 w Mrągowie) – polska politolog, aktorka i dyplomatka, ambasador RP w Finlandii (2007–2011) oraz Szwecji (2020–2024), dyrektor Instytutu Polskiego w Tel Awiwie (2017–2020).

## Życiorys
Dorastała w Pruszczu Gdańskim. W 1990 ukończyła studia na Wydziale Aktorskim Państwowej Wyższej Szkoły Teatralnej w Warszawie, pracę magisterską poświęcając literaturze skandynawskiej. W 1999 została absolwentką stosunków międzynarodowych na Wydziale Dziennikarstwa i Nauk Politycznych Uniwersytetu Warszawskiego. W tym samym roku ukończyła Podyplomowe Studium Bezpieczeństwa Narodowego na tej samej uczelni. W 2005 ukończyła Podyplomowe Studium Bezpieczeństwa Narodowego na Akademii Obrony Narodowej.
Od 1990 do 1992 pracowała jako aktorka w „Teatrze Północnym” w Warszawie. Współpracowała z Telewizją Polską i Polskim Radiem. Ma w swoim dorobku role w filmach fabularnych, serialach telewizyjnych oraz spektaklach Teatru Telewizji. Od 2000 roku współpracowała z miesięcznikiem „Unia&Polska”.
W 2002 rozpoczęła pracę w Ministerstwie Spraw Zagranicznych jako szef zespołu ds. kontaktów z diasporą żydowską. W 2003 była stypendystką Departamentu Stanu „International Visitor Program of the United States Department of State”. Od 2005 do 2007 była radcą w wydziale politycznym Ambasady RP w Waszyngtonie. W latach 2007–2011 pełniła funkcję ambasador RP w Finlandii – odwołana została z dniem 20 kwietnia 2011. W czerwcu 2011 została nominowana na stanowisko wiceprezesa ds. międzynarodowych w Fortum Corporation w Finlandii, w 2014 w ramach firmy została oddelegowana do Turcji. Od 2017 do 2020 dyrektorka Instytutu Polskiego w Tel Awiwie. W 2020 została powołana na Ambasador Nadzwyczajną i Pełnomocną Rzeczypospolitej Polskiej w Królestwie Szwecji. Placówkę objęła 5 marca 2020. Urzędowanie zakończyła w lipcu 2024 (formalnie odwołana w kwietniu 2025).
Joanna Hofman posługuje się angielskim i rosyjskim.

## Odznaczenia
- Krzyż Komandorski I Klasy Orderu Białej Róży Finlandii[12].

## Filmografia
- 1990: Mów mi Rockefeller
- 1993: Wow (odc. 4 i 10)
- 1993: Łowca. Ostatnie starcie – nauczycielka Janika
- 1993: Czterdziestolatek. 20 lat później – Żaneta, pracownica salonu kosmetycznego (odc. 3, 6 i 8)
- 1994: Spółka rodzinna – Iwona Dębska (odc. 7 i 8)
- 1994: Panna z mokrą głową (film)
- 1994: Panna z mokrą głową (serial, odc. 6)
- 1995: Sortez des rangs

Źródło: